# Beatrix brit királyi hercegnő
Beatrix (Mapelli Mozzi) brit királyi hercegnő (angolul: Princess Beatrice, Mrs Eduardo Mapelli Mozzi; 1988. augusztus 8.), András yorki herceg és Sára yorki hercegné legidősebb gyermeke, II. Erzsébet brit királynő és Fülöp edinburgh-i herceg unokája. Az Egyesült Királyság trónöröklési rendjében a 9. helyen áll.

## Élete
Beatrix 1988. augusztus 8-án született a londoni Portland Hospital kórházban, szülei András yorki herceg és felesége, Sára yorki hercegné. Beatrice volt II. Erzsébet brit királynő és Fülöp edinburgh-i herceg ötödik unokája. 1988. december 20-án keresztelték meg a St. James's Palota kápolnájában Nevét Beatrice hercegnőről, Viktória brit királynő legfiatalabb lányáról kapta. Az uralkodó férfiági leszármazottjaként Beatrixet megilleti a Királyi fenség megszólítás, és apja után a Beatrix yorki hercegnő cím.
Beatrix és húga, Eugénia a királynő lányunokái közül ketten jogosultak a "hercegnő" címre és a "Királyi fenség" megszólításra. A királyi címek öröklését szabályozó, még V. György által kiadott rendelkezések értelmében unokatestvérük, Louise Windsor (Eduárd wessexi gróf leánya) is hercegnőnek számít, de szülei és a királynő kérésére ezt nem használja. Másik unokatestvérük, Zara Phillips a királynő leányági leszármazottja és ezért csak apja címeit örökölheti.

### Tanulmányai
Beatrix tanulmányait a windsori Upton House School-ban kezdte meg 1991-ben. 1995-től húgával együtt a Coworth Park School-ba jártak, majd Beatrix az ascoti St. George's School tanulója volt 2000 - 2007 között. Gyerekkorában dyslexiával diagnosztizálták, ezért érettségi vizsgáit 1 évvel elhalasztotta. Utolsó évben évfolyamelsőnek választották.
2008. szeptemberben kezdte meg tanulmányait történelem szakon a Londoni Egyetemen és várhatóan 2011-ben szerzi meg diplomáját.

### Jótékonysági munkája
18. születésnapjára adott interjúban Beatrix kijelentette, hogy születését és rangját felhasználva jótékonysági munkát szeretne végezni, másokon akar segíteni és már részt is vett különféle jótékonysági rendezvényeken anyja mellett. 2002-ben HIV-fertőzött gyermekeket látogatott meg Oroszországban és Nagy-Britanniában, illetve bekapcsolódott a Springboard for Children (tanulási nehézségekkel küzdő általános iskolásokat támogató alapítvány) és a Teenage Cancer Trust munkájába. 2008-ban önkéntes eladó volt a londoni Selfridges áruházban. 2010 áprilisában, a Children in Crisis alapítvány javára adományokat gyűjtve részt vett a londoni maratonon és a királyi család tagjai közül elsőként végigfutotta.

### Nyilvános szereplései
Beatrix eddig csak néhány hivatalos rendezvényen vett rész, mint például az évente megrendezett Trooping the Colour, illetve II. Erzsébet 80. születésnapjára rendezett ünnepségek. Beatrix és húga családjuk képviseletében vettek részt a 2007-es Diána emlékkoncerten, amelyet unokatestvéreik, Vilmos és Henrik szerveztek.
Beatrixet meghívták Vilmos cambridge-i herceg és Kate Middleton 2011. április 29-én tartott esküvőjére, ahol egy Philip Treacy által tervezett kalapot viselt, ami elég nagy médiafigyelmet kapott.

### Magánélete
Beatrix hercegnő 2018 óta él kapcsolatban Edoardo Mapelli Mozzi-val. 2019. május 18-án együtt vettek részt Beatrix másodunokatestvére, Lady Gabriella Windsor esküvőjén.
2019 szeptemberében jegyezték el egymást Olaszországban. 
Az esküvőt 2020. május 29-én tartották volna a St James palotában, Londonban, de a Covid19-pandémia miatt az esküvőt el kellett halasztaniuk.
Beatrix hercegnő és Edoardo 2020. július 17-én Windsorban házasodott össze. A privát ceremónián jelen voltak Beatrix nagyszülei, II. Erzsébet királynő és Fülöp edinburgh-i herceg valamint a szűk családi kör.
2021-ben született meg első gyermeke Sienna. 2024 októberében nyilvánosságra került, hogy második gyermekét a következő év tavaszán hozza világra.

## Címe, megszólítása, kinevezései
- 1988. augusztus 8. - 2020. július 17.: Ő királyi felsége Beatrix yorki hercegnő
- 2020. július 17. – : Ő királyi felsége Beatrix hercegnő, Mrs Edoardo Mapelli Mozzi[13]

A hercegnő teljes megszólítása: Ő királyi fensége Yorki Beatrix Erzsébet Mária, Mrs Edoardo Mapelli Mozzi.
Brit királyi hercegnőként Beatrixnak házasságáig nem volt hagyományos értelemben vett családneve, azonban a királyi család szokásai alapján apja területi nemesi címét (York hercege) használta: ("Yorki Beatrix").
Esküvője óta férje családnevét használja ha erre szükség van („Beatrix Mapelli Mozzi“), de ettől függetlenül királyi hercegnői címet megtarthatta és használhatja.

## Külső hivatkozások
- Princess Beatrice reveals secrets
- Illustrated biography of Princess Beatrice